# Hármaskút-tető
A Hármaskút-tető az Anna-rét és a Libegő felső állomásának helyet adó nyereg között elterülő széles, lapos hegyhát.

## Leírása

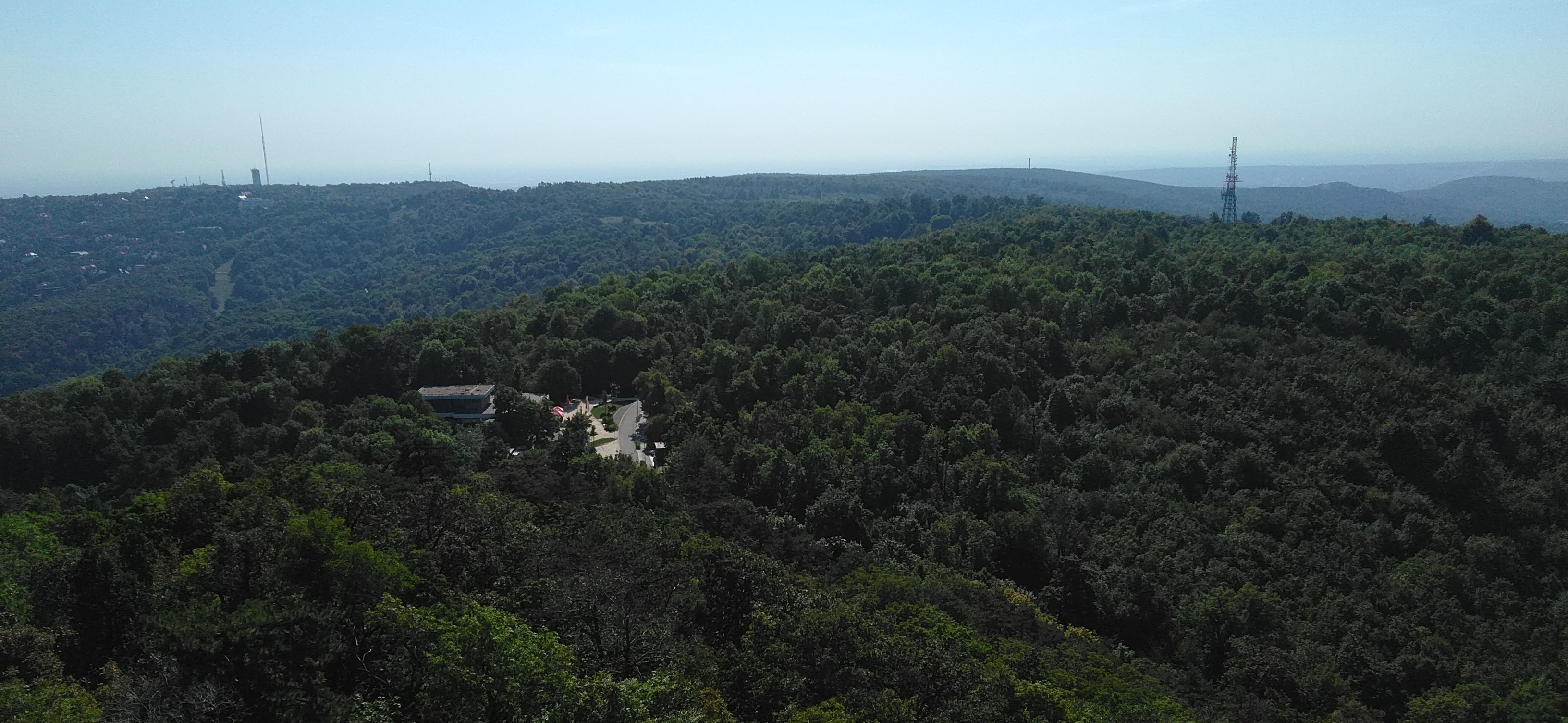
A hegy a János-hegy tetején álló Erzsébet-kilátóból

Nyeregként köti össze a Széchenyi-hegyet a János-heggyel a Disznófői-tetőtől északra, a Normafa mentén. A tető körül halad 5 km hosszan a budapesti futók, sífutók ismert erdei futópályája, az MHK.  Magasságát a különböző kiadású turistatérképek és turistakalauzok hol 499, hol pedig 501 méterben adják meg. Nevét az egykoron az északi lejtőjén fakadó három forrásról kapta: a Szarvas-kútról, a Hangya-forrásról és a Disznófő-forrásról. Nyugati, erdős oldalán szép kilátás nyílik Budakeszi irányába. Ezen az oldalon található a tető aljában a Gyermekvasút János-hegy állomása. Déli végében egy síugrósánc is épült. A hegyháton halad a Jánoshegyi út.